# Метростанция „Сердика“
Метростанция „Сердика“ е станция на Софийското метро. Станцията се обслужва от линии М1 и М4, въведена в експлоатация на 31 октомври 2000 г.
След пускането в експлоатация на Втори метродиаметър, тя става първата трансферна станция в Софийското метро. В края на източната част на перона, отстрани на ескалаторите, са изградени коридори, които отвеждат пътниците към метростанция „Сердика 2“, обслужвана от метролиния М2. Връзката е снабдена с ескслатори и асансьор, позволяващи на трудноподвижни пътници да се прекачват самостоятелно.

## Местоположение
Метростанция „Сердика“ е разположена в централната част на София на бул. „Княгиня Мария Луиза“ и пл. „Света Неделя“. Трасето на метрото в района на станцията преминава под нивото на археологическия комплекс „Сердика“ в близост до Западната порта на древния град (I в.пр.н.е. – V в.сл.н.е.). След пускането в експлоатация на линия М2, станцията става трансферна със станция „Сердика 2“. Заедно двете станции имат 12 вход/изхода.
Достъпност до перона е осигурена с асансьор в западния вестибюл, достъпен през вход/изходи 11 и 12.
| №  | Име на вход/изход      | Достъпност          |
| -- | ---------------------- | ------------------- |
| 1  | ул. Пиротска           | ескалатор, асансьор |
| 2  | пл. Бански             | асансьор            |
| 3  | Антична Сердика        | асансьор            |
| 4  | ЦУМ                    |                     |
| 5  | пл. Независимост       |                     |
| 6  | Ларго                  |                     |
| 7  | Президентство          |                     |
| 8  | пл. Света Неделя       | асансьор            |
| 9  | бул. Тодор Александров |                     |
| 10 | ул. Трапезица          |                     |
| 11 | ул. Княз Борис I       |                     |
| 12 | Западна порта          | асансьор            |

## Архитектурно оформление
Архитектурното оформление представлява своеобразна симбиоза между съвременно третиране на античните находки, разкрити над станцията и модерното архитектурно решение на интериора. Състои се от подови настилки от розов гранит, стени, облицовани с камък и със стоманени плоскости и окачен таван с вълнообразни перфорирани елементи.
Проектът е дело на арх. Красен Андреев.

## Връзки с градския транспорт
Метростанция „Сердика“ е основен транспортен възел в градския транспорт на София. Тя е и в близост до централната спирка на нощния транспорт, разположена на пл. „Александър Батенберг“.

### Метро линии
Станцията е трансферна с линия М2 през връзка в платената зона с метростанция „Сердика 2“.

### Автобусни линии
Метростанция „Сердика“ се обслужва от 1 туристическа и 4 линии на нощния транспорт:
• Туристическа линия 200;
• Автобусни линии от нощния транспорт: N1, N2, N3, N4.

### Трамвайни линии
Метростанция „Сердика“ се обслужва от 8 трамвайни линии:
- Трамвайни линии: 1, 5, 8, 12, 18, 20, 22, 27

## Фотогалерия
- 3D изложение на трансферната станция